# Nordycki Kościół Katolicki
Nordycki Kościół Katolicki (no. Den nordisk-katolske kyrke, NKK) – wspólnota starokatolicka w Skandynawii
Nordycki Kościół Katolicki powstał w 1999 roku w Norwegii. Jego założycielem jest grupa wiernych i duchownych, która odeszła z ewangelicko-luterańskiego Kościoła Norwegii w sprzeciwie wobec wprowadzonego w nim kapłaństwa kobiet oraz liberalizacji stosunku do homoseksualizmu. Po ukonstytuowaniu się wspólnoty jej wierni i duchowni odrzucili luteranizm i przyjęli doktrynę starokatolicką, a w 2000 przystąpili do unii kościelnej z Polskim Narodowym Kościołem Katolickim.
W 2000 roku Kościół otrzymał rejestrację prawną swojej działalności w Norwegii. Do 2011 roku był pod opieką biskupa diecezji Buffalo-Pittsburgh PNKK, Tadeusza Pepłowskiego. Od 2011 roku jest suwerenny i posiada własną hierarchię duchowną. Zachowuje jedność doktrynalną z PNKK. Zwierzchnikiem Nordyckiego Kościoła Katolickiego jest biskup Roald Nikolai Flemestad.
Centrala NKK mieści się w Oslo. Kościół posiada swoje placówki parafialne w Norwegii i w Szwecji. Od 2019 roku biskupem NKK dla Skandynawii jest Ottar Myrseth. Z kolei Roald Flemestad jako biskup-delegat sprawuje w imieniu Unii Scrantońskiej opiekę nad misjami starokatolickimi w Europie i Zjednoczonym Królestwie.